# شيلا روبوتهام
شيلا روبوتهام (بالإنجليزية: Sheila Rowbotham)‏‏ (1943 في ليدز - ) مؤرخة، وأستاذة جامعية، وعالمة اجتماع، وكاتِبة من المملكة المتحدة.

## الجوائز
- جائزة لامدا الأدبية

## روابط خارجية
- شيلا روبوتهام على موقع IMDb (الإنجليزية)